# Anders Gustafsson (parodontolog)
Anders Gustafsson, född 1956, är en svensk parodontolog.
Anders Gustafsson utbildade sig till tandläkare på Karolinska institutet med examen 1983. Han anställdes 1989 som klinisk assistent på Karolinska institutet, disputerade för odontologie doktorsexamen 1995 och blev specialist i parodontologi 1996 och docent 1999. Han har varit kliniskt verksam tandläkare på heltid under sex år fram till omkring 2002.
Han har sedan 2005 varit professor och chef för Karolinska institutets enhet för parodontologi och tandhygienistutbildning. Han blev prodekan för forskarutbildning 2008 och 2012 dekan för denna. I efterdyningarna av Machiariniaffären utsågs han i mars 2016 – och valdes i juni 2016 – till dekan för forskning på Karolinska institutet (från januari 2019 vicerektor för forskning) samt utnämndes av Karolinska institutets konsistorium i september 2019 med omedelbar verkan till tillförordnad prorektor.
Anders Gustafssons forskning har rört sambandet mellan parodontit och tandlossning samt andra sjukdomar i kroppen, främst hjärtkärlsjukdom och diabetes.